# Distorted Reality
 Distorted Reality ist ein Musikprojekt von Martha M. Hoffmann und Christian Kobusch, das modernen Electro-Pop mit Electroclash- und Breakbeat-Elementen verbindet.

## Bandgeschichte
Martha M. Hoffmann (Miami, USA) und Christian Kobusch (Bielefeld, Deutschland) gründeten Distorted Reality 1997. Das Demo von 1998 wurde bald in einschlägigen Radiosendungen in Europa und den USA gespielt.
Das Debüt-Album The fine Line between Love and Hate wurde 2001 zusammen mit Bruno Kramm (Das Ich) produziert und im Frühjahr 2002 mit Remixen unter anderem von Propaganda und Sabotage qcqc auf Accession Records veröffentlicht. Die Jahresumfrage auf Grenzwellen.de bescherte Distorted Reality den 4. Platz in der Rubrik „Newcomer des Jahres 2002“.
Im Frühjahr 2003 erschien die US-Version von The fine Line between love and hate mit zusätzlichen Remixen, unter anderem von Assemblage 23, Forma Tadre und cut.rate.box auf Nilaihah Records.
Auftritte auf dem 12. und 14. Wave-Gotik-Treffen (2003, 2005) folgten sowie im Oktober 2005 auf dem Electronic Pleasures 3 Festival (Berlin).
Von 2004 bis Frühjahr 2006 arbeiteten Hoffmann und Kobusch mit dem Produzenten Andreas Meyer (Forma Tadre) am aktuellen Album Daydreams and Nightmares, für welches Bands wie In Strict Confidence, Haujobb, Das Ich, Dust of Basement und Agonoize Remixe beisteuerten.

## Diskografie
- Daydreams and Nightmares (2006; Dark Dimsn (Soulfood Music)), Europa
- Daydreams and Nightmares (2006; Nilaihah Records), USA / Kanada
- The fine line between love and hate (US/Canada Version) (2003; Nilaihah Records), USA / Kanada
- The fine line between love and hate (EU Version) (2002; Accession Records), Europa

## Auszeichnungen
- 2002: 4. Platz in der Rubrik „Newcomer des Jahres 2002“ auf Grenzwellen.de